# Květoslav Nešpůrek
Květoslav Nešpůrek (též Florián Nešpůrek, 29. dubna 1893 Moravské Bránice – 24. ledna 1945 Breslau) byl český železničář a odbojář popravený nacisty.

## Život
Květoslav Nešpůrek se narodil 29. dubna 1893 v Moravských Bránicích na Brněnsku v rodině drážního hlídače Jiřího Nešpůrka a Rosiny, rozené Zoufalé. V matrice narozených je uveden německý ekvivalent křestního jména Florián. Stejně jako jeho otec začal pracovat na železnici a vypracoval se na pozici výpravčího vlaků na nádraží v rodné obci. V roce 1919 se oženil s Marií Eliskovou. V roce 1935 se stal jedním ze spoluautorů první publikace o Moravských Bránicích, v jejím úvodu vyšla jím sepsaná kapitola Památník odboje věnovaná padlým v první světové válce, československým legionářům a prvnímu odboji. Po německé okupaci v březnu 1939 se sám zapojil do protinacistického odboje v odbojové organizaci Lípa, která byla jihomoravskou částí Přípravného revolučního národního výboru. Skupina se zaměřovala na podporu rodin zatčených odbojářů, shromažďování výzbroje pro případné protiněmecké povstání a jejím hlavním působištěm byla brněnská Zbrojovka. Za svou činnost byl zatčen gestapem, dne 19. prosince 1944 v Breslau odsouzen k trestu smrti a 24. ledna 1945 byl popraven.

## Posmrtná ocenění
- Květoslavu Nešpůrkovi byl in memoriam udělen Československý válečný kříž 1939